# Heliconius cydno
Espèce
Le Heliconius cydno est un lépidoptère appartenant à la famille des Nymphalidae, à la sous-famille des Heliconiinae et au genre Heliconius.

## Dénomination
Heliconius charithonia a été nommé par Henry Doubleday en 1847.

### Noms vernaculaires
Heliconius cydno se nomme Cydno Longwing en anglais.

### Sous-espèces

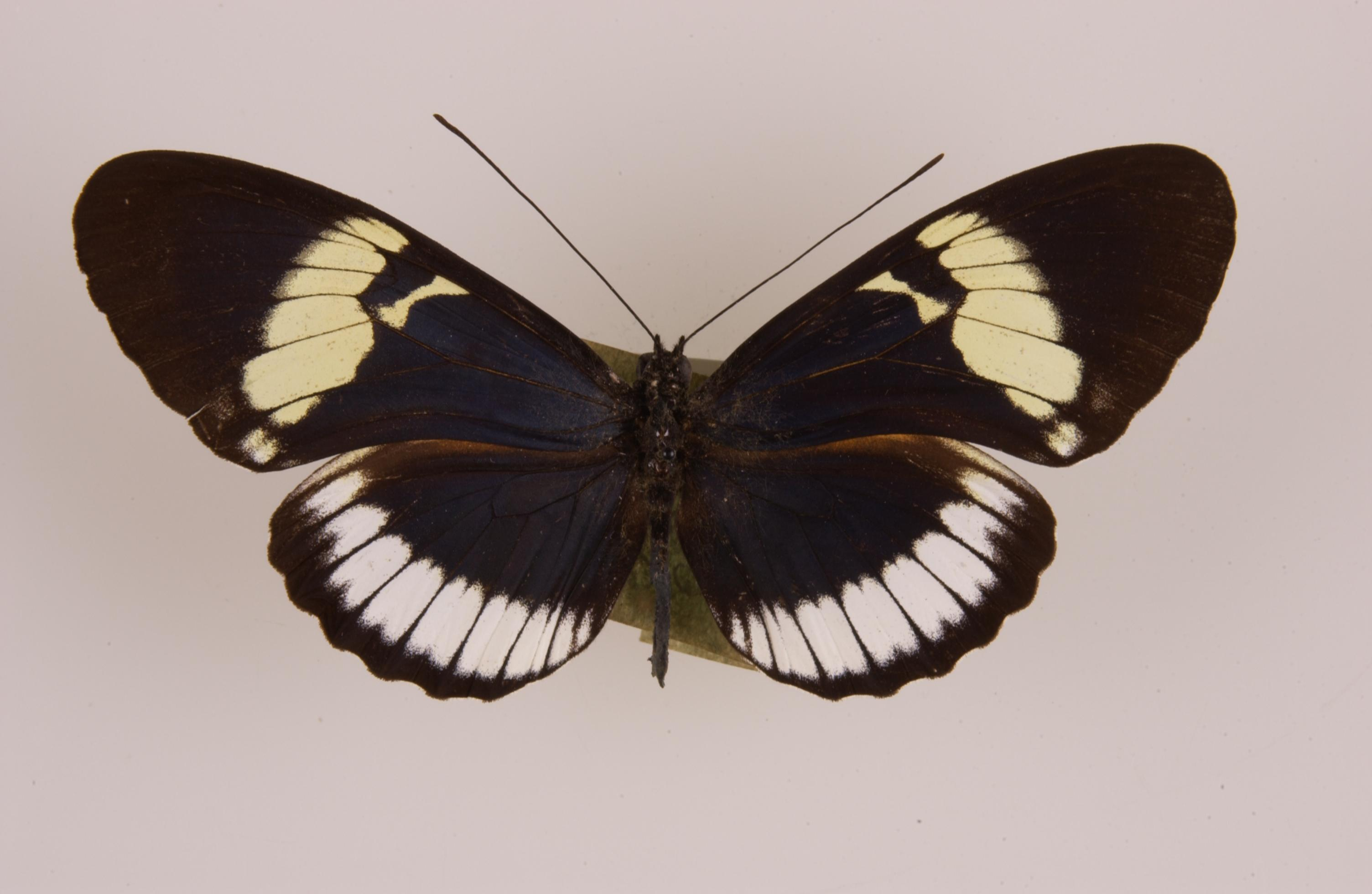
Heliconius cydno cydno

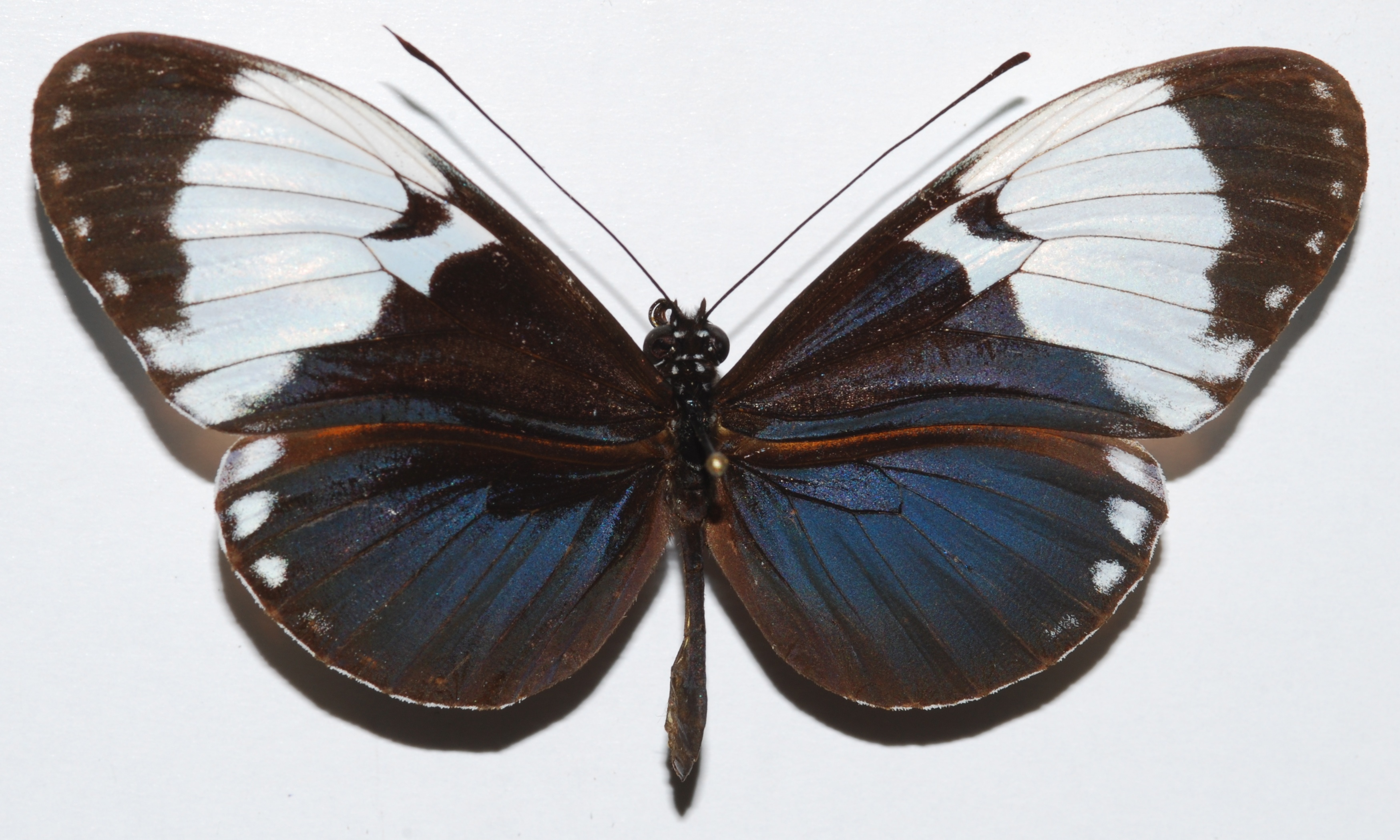
Heliconius cydno chioneus

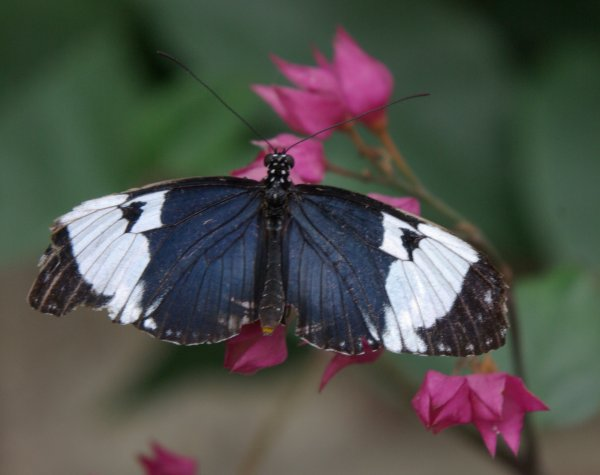
Heliconius cydno galanthus

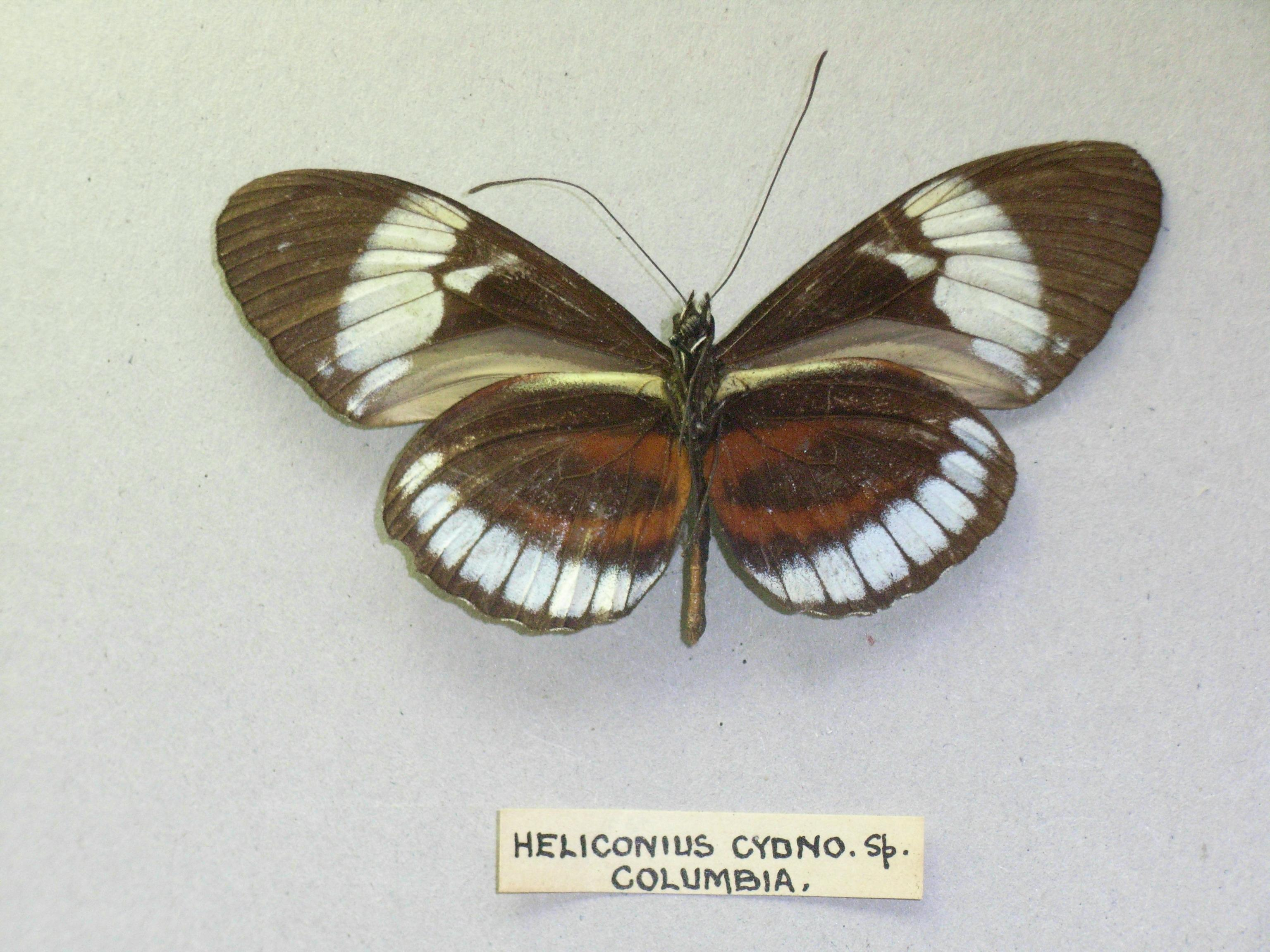
Heliconius cydno timareta

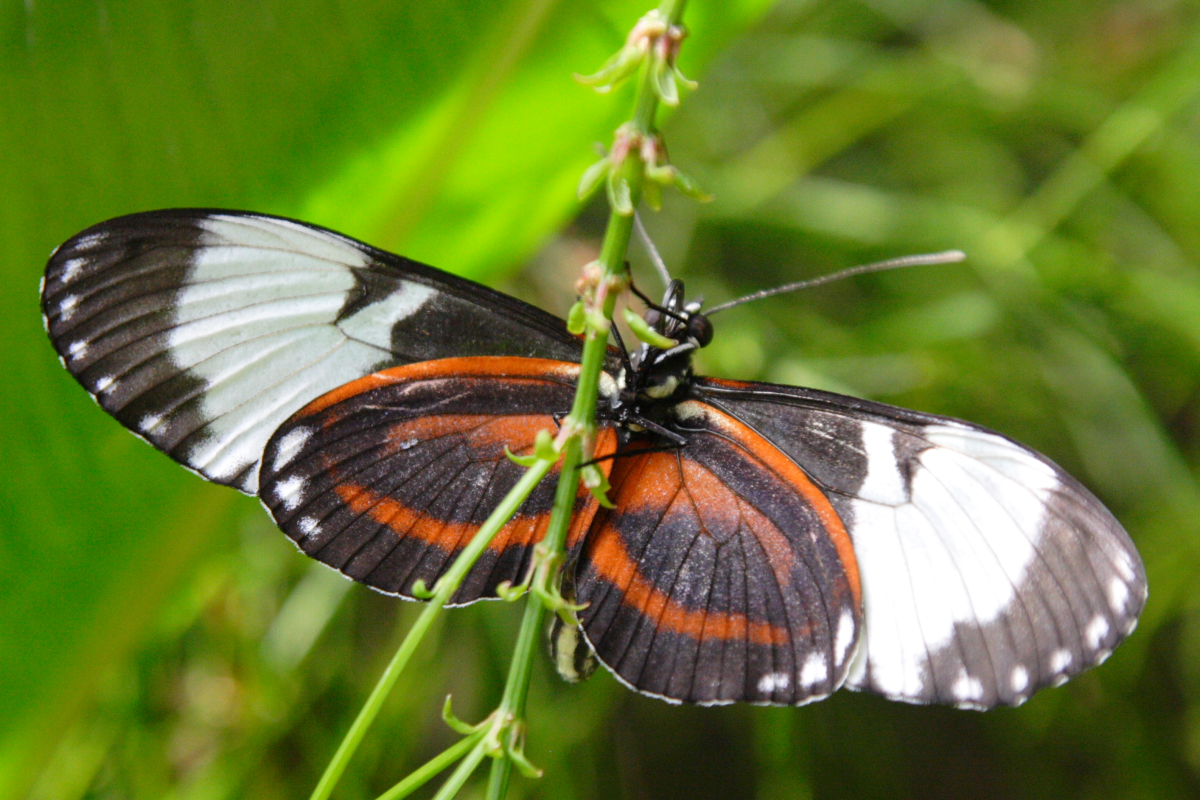
revers, souvent orné de barres de couleur

- Heliconius cydno cydno ; présent en Colombie.
- Heliconius cydno alithea Hewitson, 1869 ; présent en Équateur.
- Heliconius cydno barinasensis Masters, 1973; présent au Venezuela.
- Heliconius cydno chioneus Bates, 1864 ; au Panama, Costa Rica, et en Colombie.
- Heliconius cydno cordula Neustetter, 1913 ; présent en Colombie et au Venezuela.
- Heliconius cydno cydnides Staudinger, 1885; présent en Colombie.
- Heliconius cydno epicydnides (Staudinger)
- Heliconius cydno gadouae Brown & Fernández, 1985 ; présent au Venezuela.
- Heliconius cydno galanthus Bates, 1864 ; au Mexique, Costa Rica, Guatemala et Nicaragua
- Heliconius cydno lisethae Neukirchen, 1995; présent en Colombie.
- Heliconius cydno hermogenes Hewitson, [1858]; présent en Colombie.
- Heliconius cydno pachinus Salvin, 1871 ; présent au Costa Rica et à Panama.
- Heliconius cydno timareta Hewitson 1867 ; présent en Équateur.
- Heliconius cydno timoradus ; Lamas 1998 ; présent en Équateur.
- Heliconius cydno temerinda (Hewitson)
- Heliconius cydno wanningeri Neukirchen, 1991; présent en Colombie.
- Heliconius cydno wernickei Weymer
- Heliconius cydno weymeri Staudinger 1897; présent en Colombie.
- Heliconius cydno zelinde Butler, 1869[1].

## Description
C'est un très grand papillon aux ailes allongées et arrondies qui présente une grande variété de couleurs suivant les sous-espèces, qui ont pour la plupart une couleur uniforme foncée rayée d'une large bande blanche aux antérieures associée chez d'autres à une bande blanche des postérieures marginale chez Heliconius cydno alithea et Heliconius cydno chioneus, submarginale chez Heliconius cydno cydnides, barrant l'aile postérieure chez Heliconius cydno pachinus, basale chez Heliconius cydno weymeri.
La couleur varie du noir le plus fréquent, au bleu-gris pour Heliconius cydno galanthus et au marron pour Heliconius cydno timareta

### Chenille
Elle est de couleur blanche avec des épines noires.

## Biologie

### Plantes hôtes
Les plantes hôtes sont des Passiflora ou passiflore, dont Passiflora biflora et Passiflora vitifolia.

## Écologie et distribution
Il est présent en Amérique, dans le sud de l'Amérique du Nord et le nord de l'Amérique du sud, au Mexique, en Équateur, au Costa Rica, à Panama, au Guatemala, Nicaragua, en Colombie et au Venezuela.

### Biotope
Son habitat est la forêt en particulier la forêt tropicale.

## Philatélie
Ce papillon figure sur une émission de Cuba de 1984 (valeur faciale : 20 c.).

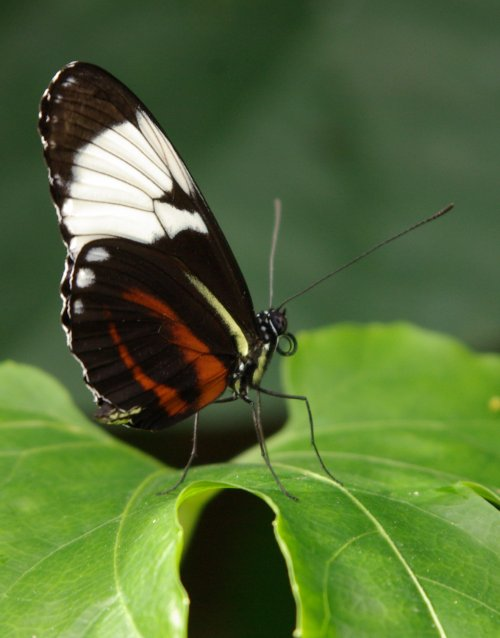
revers